# Казале (футбольный клуб)
«Казале» — итальянский футбольный клуб из города Казале-Монферрато, выступающий в Серии D, четвёртом по силе дивизионе чемпионата Италии.

## История
«Казале» был основан в 1909 году группой студентов технического института и их профессором Рафаэлем Яффе, полюбившим новый вид спорта. В знак соперничества с «Про Верчелли», носившим белую форму, «Казале» обзавёлся комплектом радикального чёрного цвета с белой звездой у сердца, за что получил прозвище «звёздно-чёрные». В период предшествующий первой мировой войне «Казале» входил в число сильнейших клубов Италии. Победив в 1913 году Рединг, «Казале» стал первым итальянским клубом, победившим профессиональную английскую команду. В 1914 году клуб добился главного успеха в своей истории, победив в чемпионате Италии. После начала профессиональной эры в итальянском футболе результаты команды ухудшились. В последний раз клуб участвовал в розыгрыше Серии А в 1934 году.

## Достижения
Чемпионат Италии (Серия A)
- Чемпион: 1913/14

Чемпионат Италии (Серия B)
- Чемпион: 1929/30